# Далибор Илић
Далибор Илић (Вишеград, 4. март 2000) српски је кошаркаш. Игра на позицијама крилног центра, а тренутно наступа за Спартак из Суботице као позајмљени играч Црвене звезде.

## Каријера

### Клупска
Илић је поникао у млађим категоријама вишеградске Варде. У лето 2015. године прешао је у млађе категорије Игокее.
Илић је већ од почетка сезоне 2016/17. постао и члан сениорског тима Игокее. Крајем марта 2018. године потписао је први професионални уговор са клубом из Лакташа. Током Суперлиге Србије 2019. играо је на позајмици у екипи Мега Бемакса. Са Игокеом је освојио осам националних трофеја: три првенства и пет купова. Након шест проведених сезона у Игокеи, у лето 2022. одлучио је да се опроба на већем нивоу.
Четрнаестог јула 2022. године потписао је четворогодишњи уговор са Црвеном звездом. Током сезона 2022/23. и 2023/24. добијао је прилику да игра у Звезди, која је у том периоду освојила пет трофеја: два у Суперлиги Србије, два у Купу Радивоја Кораћа и један у Јадранској лиги. У сезони 2024/25. није одиграо ниједну утакмицу за црвено-беле. Клуб га је 2. децембра 2024. проследио на позајмицу у Спартак из Суботице.

### Репрезентативна
Илић је био капитен састава јуниорске репрезентације Србије који је освојио златну медаљу на Европском првенству 2018. године.
У фебруару 2020. године добио је први позив за сениорску репрезентацију Србије. Селектор Игор Кокошков га је уврстио на списак играча за утакмице против Финске и Грузије у квалификацијама за Европско првенство 2021. Илић је дебитовао за сениорску репрезентацију 20. фебруара 2020, у победи над Финском.

## Успеси

### Клупски
- Игокеа:
  - Првенство Босне и Херцеговине (3): 2016/17, 2019/20, 2021/22.
  - Куп Босне и Херцеговине (5): 2017, 2018, 2019, 2021, 2022.

- Црвена звезда:
  - Јадранска лига (1): 2023/24.
  - Првенство Србије (2): 2022/23, 2023/24.
  - Куп Радивоја Кораћа (2): 2023, 2024.

### Репрезентативни
- Европско првенство до 18 година:  2018.